# Anastasiya Kirpichnikova
Anastasiya Dmitrijewna Kirpichnikova (Asbest, 24 de junho de 2000) é uma nadadora francesa nascida na Rússia.

## Carreira
Kirpichnikova ganhou três medalhas nos Jogos Europeus de 2015 em Baku. Em 2019 ela participou pela primeira vez de um campeonato mundial, mas não conseguiu se classificar para a final nos 800 ou 1.500 m livres. No Campeonato Europeu de 2020, em Budapeste, ela conquistou mais três medalhas com prata nos 800 e 1500 m livres e bronze no revezamento misto 4×200 m. Um ano depois, ele ganhou a prata nos 800 m livres no Campeonato Mundial de Pista Curta em Abu Dhabi e três medalhas de ouro no Campeonato Europeu de Pista Curta em Kazan. Kirpitschnikova também participou dos Jogos Olímpicos de Verão de Tóquio, onde chegou às finais dos 800 e 1500 m livres. Kirpichnikova compete pela França desde abril de 2023.
Em sua segunda participação olímpica em Paris 2024, Kirpichnikova conquistou a medalha de prata nos 1500 m livres. No Campeonato Mundial de Pista Curta em dezembro de 2024, Kirpichnikova conquistou a medalha de bronze em Budapeste.